# زاویر جیانولی
زاویه جانولی (فرانسوی: Xavier Giannoli‎؛ زادهٔ ۷ مارس ۱۹۷۲) یک فیلم‌نامه‌نویس، تهیه‌کننده، و کارگردان اهل فرانسه است. وی از سال ۱۹۹۳ میلادی تاکنون مشغول فعالیت بوده‌است.